# Gepard-klass
Gepard-klass eller Typ 143A-klass är en klass om tio robotbåtar tillverkade av Lürssen för tyska marinen på 1980-talet. Gepard-klassen är baserad på Albatros-klassen. Den största skillnaden är att Gepard-klassen har robotsystemet RIM-116 RAM i stället för den aktre kanonen. Andra skillnader är modernare radar, modernare motorer och avsaknaden av torpeder. Alla fartyg i klassen tillhörde 7. Schnellbootgeschwader i Kiel. Gepard-klassen var de sista robotbåtar som byggdes för tyska marinen. När de avrustades på 2010-talet ersattes de i stället med de betydligt större korvetterna i Braunschweig-klassen.

## Fartyg i klassen
| Namn      | Bognummer | Bognummer | Tagen i tjänst    | Avrustad         |
| Namn      | NATO      | Tysk.     | Tagen i tjänst    | Avrustad         |
| --------- | --------- | --------- | ----------------- | ---------------- |
| Gepard    | P6121     | S71       | 7 december 1982   | 12 december 2014 |
| Puma      | P6122     | S72       | 17 februari 1983  | 14 december 2015 |
| Hermelin  | P6123     | S73       | 28 april 1983     | 16 november 2016 |
| Nerz      | P6124     | S74       | 14 juli 1983      | 31 mars 2012     |
| Zobel     | P6125     | S75       | 28 september 1983 | 16 november 2016 |
| Frettchen | P6126     | S76       | 16 december 1983  | 16 november 2016 |
| Dachs     | P6127     | S77       | 22 mars 1984      | 31 mars 2012     |